# Dan O’Bannon

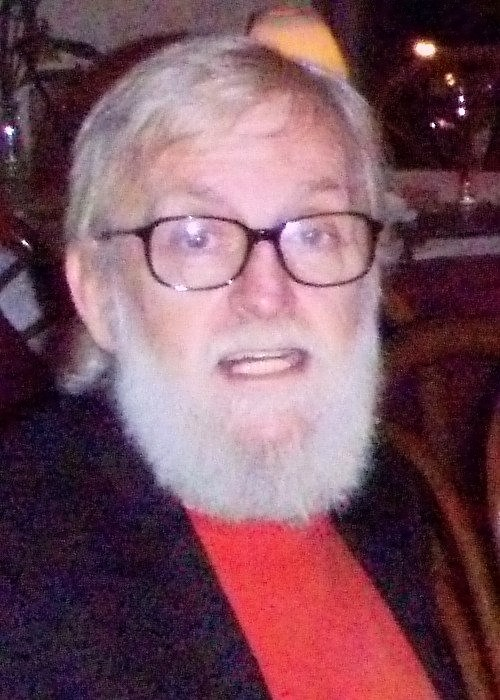
Dan O’Bannon (März 2008)

Daniel Thomas „Dan“ O’Bannon (* 30. September 1946 in St. Louis, Missouri; † 17. Dezember 2009 in Los Angeles, Kalifornien) war ein US-amerikanischer Drehbuchautor und Regisseur. Er arbeitete vor allem an Science-Fiction-Filmen.

## Leben
Als Dan O’Bannon an der School of Cinema-Television der University of Southern California studierte, lernte er John Carpenter kennen, mit dem er 1970 den 45-minütigen Kurzfilm Dark Star – Finsterer Stern drehte. Carpenter erweiterte das gemeinsame Projekt später mit einem Budget von nur 60.000 US-Dollar zu einem Spielfilm, der 1974 in die amerikanischen Kinos kam. 1975 wurde Dark Star mit dem Golden Scroll Award, dem heutigen Saturn Award, für die besten Spezialeffekte ausgezeichnet. O’Bannon schrieb am Drehbuch mit, spielte eine der Hauptrollen („Pinback“) und war darüber hinaus am Filmschnitt beteiligt. O’Bannon, der als Science-Fiction- und Horrorfilmenthusiast aufwuchs, gab seine Arbeit als Filmtechniker – einschließlich einer kurzen Beschäftigung bei den Dreharbeiten zu George Lucas’ Star Wars – auf, um sich wieder dem Schreiben von Drehbüchern zu widmen.
1975 war er Szenarist des Moebius-Comics The Long Tomorrow, der eine Art Blaupause für die visuelle Gestaltung vieler SF-Werke wie den wegweisenden Film Blade Runner darstellt.
Nach Star Wars sollte O’Bannon die Spezialeffekte bei Alejandro Jodorowskys Verfilmung von Dune leiten, doch das Filmprojekt konnte aufgrund fehlender Finanzierung nicht realisiert werden. O’Bannon, der selbst in das Projekt investiert hatte, war nun mittellos und ohne festen Wohnsitz.
Zusammen mit seinem Freund Ronald Shusett schrieb er in dessen Wohnung die Vorlage zu Alien – Das unheimliche Wesen aus einer fremden Welt. Bei seinem nächsten großen kommerziellen Film Das fliegende Auge (Blue Thunder 1983) von John Badham brachte er sein Missfallen darüber zum Ausdruck, dass dem Drehbuch, das er ursprünglich mit Don Jakoby verfasst hatte, durch weitreichende Abänderungen der politische Inhalt genommen worden war. 1985 schrieb er gemeinsam mit Jakoby die von Tobe Hooper verfilmte Drehbuch-Vorlage zu Lifeforce – Die tödliche Bedrohung und führte selbst Regie bei der Zombie-Komödie Return of the Living Dead – Verdammt, die Zombies kommen, die Bezug auf George A. Romeros Klassiker Die Nacht der lebenden Toten (Night of the Living Dead) von 1968 nimmt. Sein Remake von Invasion vom Mars (1986), erneut unter der Regie von Tobe Hooper, blieb in den Augen der Kritik weit hinter der Qualität des Originals zurück.
Er war seit 1986 mit seiner Frau Diane verheiratet und hatte mit ihr einen Sohn. Nach Angaben seiner Frau starb O’Bannon an den Folgen von Morbus Crohn. Er wurde 63 Jahre alt.

## Filmografie (Auswahl)
Drehbuchautor:
- 1974: Dark Star – Finsterer Stern (Dark Star) (auch Schauspieler, Spezialeffekt-Supervisor, Szenenbild) – Regie: John Carpenter
- 1979: Alien – Das unheimliche Wesen aus einer fremden Welt (Alien) – Regie: Ridley Scott
- 1981: Tot & begraben (Dead & Buried) – Regie: Gary Sherman
- 1981: Heavy Metal – Regie: Gerald Potterton / Jimmy T. Murakami (zwei Kapitel)
- 1983: Das fliegende Auge (Blue Thunder) – Regie: John Badham
- 1985: Lifeforce – Die tödliche Bedrohung (Lifeforce) – Regie: Tobe Hooper
- 1984: Verdammt, die Zombies kommen (The Return of the Living Dead), auch Regie
- 1986: Invasion vom Mars (Invaders from Mars) – Regie: Tobe Hooper
- 1990: Die totale Erinnerung – Total Recall (Total Recall) – Regie: Paul Verhoeven
- 1995: Screamers – Tödliche Schreie (Screamers) – Regie: Christian Duguay
- 1996: Hemoglobin (Bleeders) – Regie: Peter Svatek

Regie:
- 1985: Verdammt, die Zombies kommen (Return of the Living Dead)
- 1991: The Resurrected – Die Saat des Bösen (The Resurrected)